# 藍水號列車
藍水號列車（英語：Blue Water）是美國國鐵密歇根分區開通的快速線路。該線路全長513千米（合計319英里），連接了芝加哥、東蘭辛、弗林特和休倫港。

Amtrak Blue Water (interactive map)

## 圖集

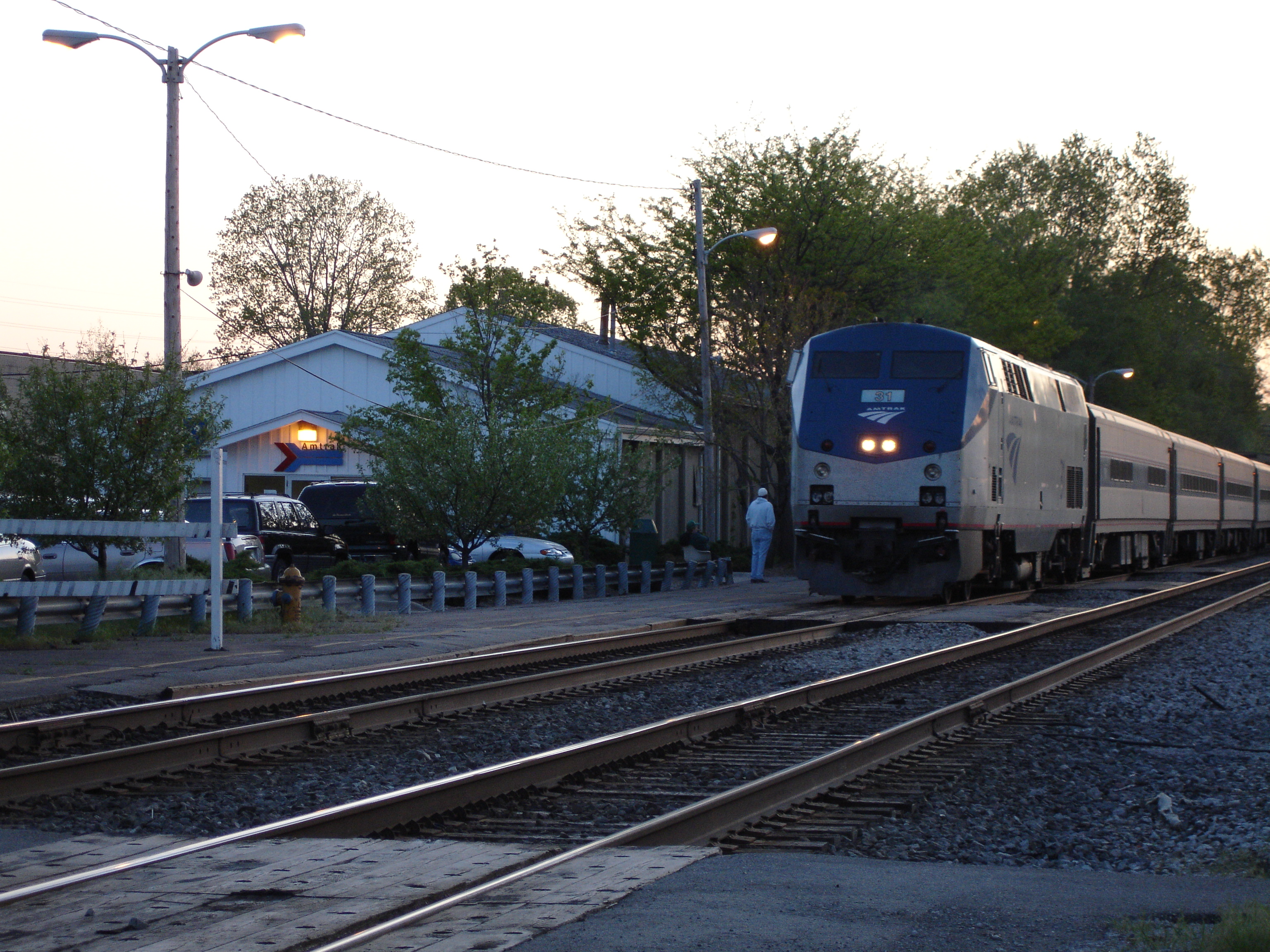
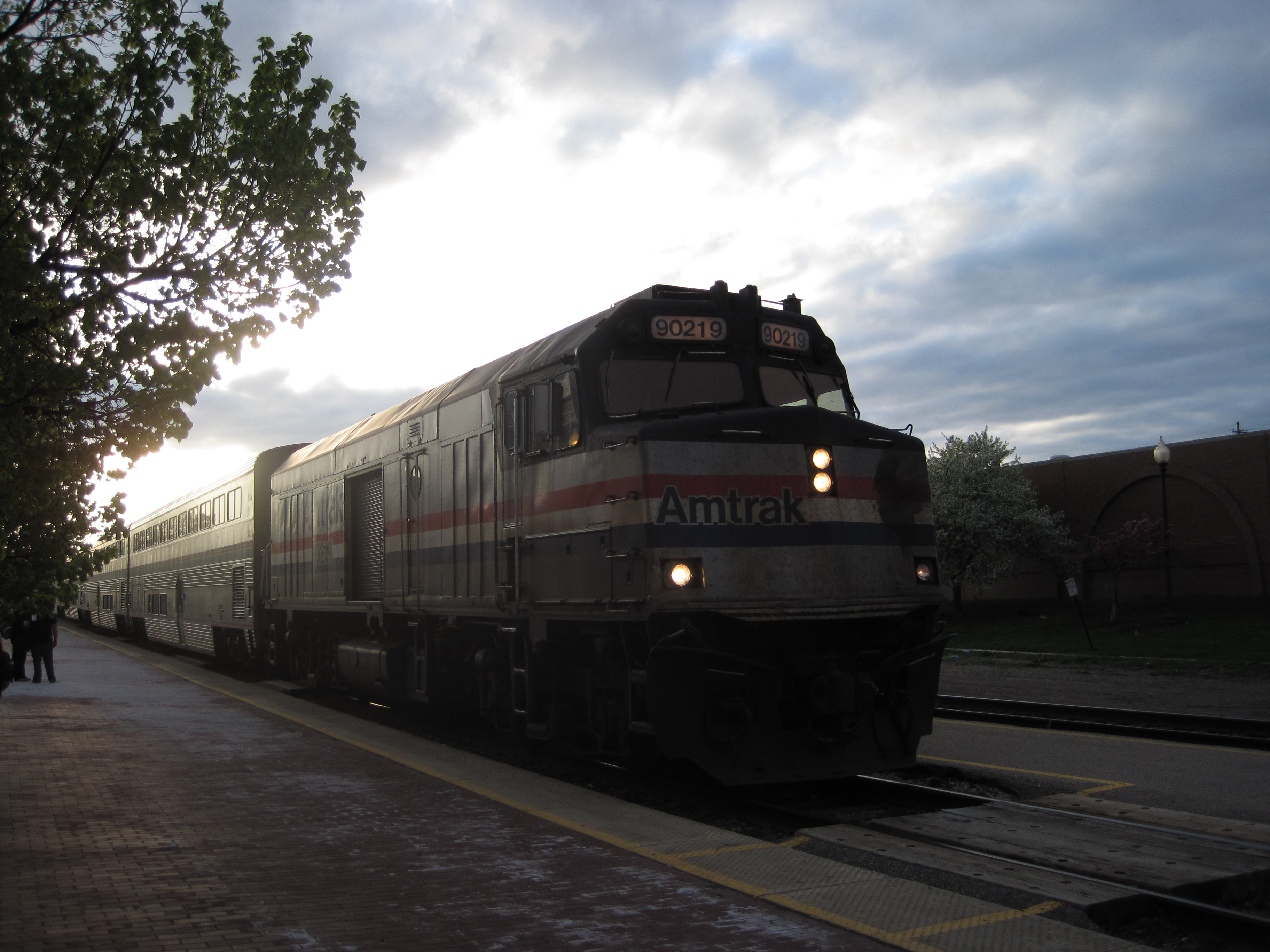
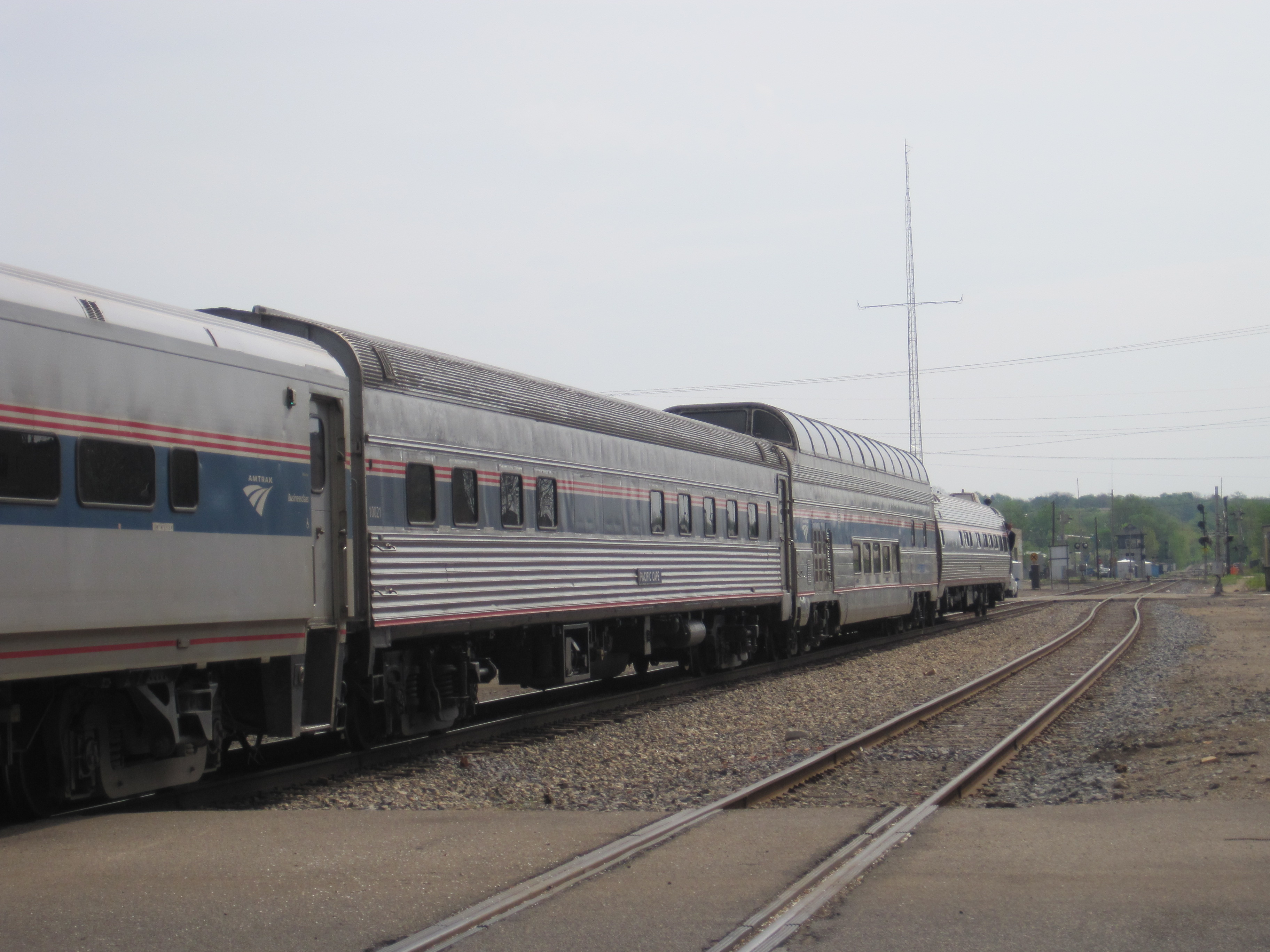

## 停靠車站
- 芝加哥：芝加哥聯合車站
- 新水牛城（英语：New Buffalo, Michigan）：新水牛城車站
- 奈爾斯：奈爾斯車站
- 多瓦加克（英语：Dowagiac, Michigan）：多瓦加克車站
- 卡拉馬朱：卡拉馬朱運輸中心
- 巴特溪：巴特溪運輸中心
- 東蘭辛：東蘭辛車站
- 杜蘭德：杜蘭德聯合車站
- 弗林特：弗林特車站
- 拉皮爾：拉皮爾車站
- 休倫港：休倫港車站

## 外部連結
- Amtrak - Stations - 藍水號列車
- Michigan Association of Railroad Passengers （页面存档备份，存于）
- 1978 Blue Water Limited Route Guide （页面存档备份，存于）